# شاشتین ستراژه
شاشتین ستراژه (به آلمانی: Schoßberg-Strascha) یک شهرک در اسلواکی با جمعیت ۵٬۰۵۶ نفر است که در Senica District واقع شده‌است.